# Franz Sacher
Franz Sacher, también Franz Sacher sen. (Viena, 19 de diciembre de 1816-Baden cerca de Viena, 11 de marzo de 1907) fue un cocinero y pastelero austríaco. Se le considera el inventor de la luego conocida internacionalmente tarta Sacher (Sachertorte). 

## Vida
Franz Sacher era hijo de un administrador de castillo al servicio del canciller de Estado Klemens von Metternich.
En 1832, con 16 años y siendo aprendiz de segundo año en la cocina de la corte de la casa Metternich, el hombre de la casa encargó a su cocina que creara un postre especial para él y sus invitados. "¡Que no me avergüence esta noche!", dijo. Pero el chef estaba enfermo y por lo tanto - al menos según la leyenda - tuvo que ser el aprendiz Franz quien se hizo cargo de esta tarea. Se dice que la tarta de chocolate compuesta por esto les gustó mucho a los invitados, con lo que comenzó la historia de la Sachertorte.
Incluso en su segundo puesto con la condesa Eszterházy, el joven chef tiene que seguir las instrucciones del jefe de cocina Impère. Cuando el maestro fue llamado a la corte del zar en San Petersburgo, Sacher fue trasladado a otra rama de la familia extensa del conde y llegó a la finca de Zelis.
En 1840 Franz Sacher se casó con Rosa Wieninger de Viena (a veces: Veininger). Su segundo hijo, Eduard, nació en 1843 en un ala de servicio del castillo de Rosine Eszterházy.

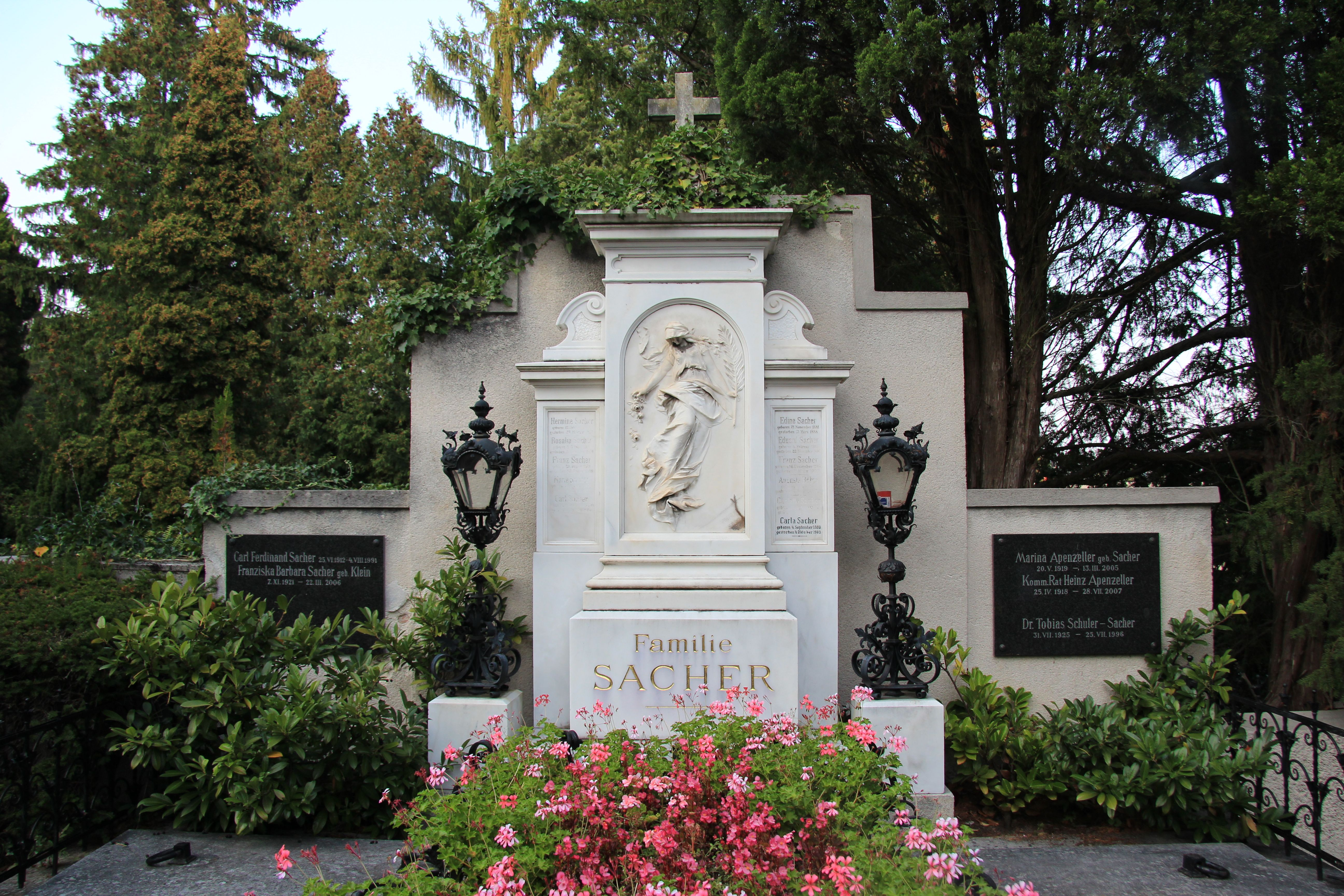
Tumba familiar en Baden.

Como chef entrenado, Franz Sacher estableció su propio negocio después de varios años de experiencia profesional, primero en Presburgo y luego por un corto tiempo en los barcos del Danubio entre Viena y Budapest. También fue el primer jefe de cocina del casino de István Széchenyi en Pest. En 1848, Sacher regresó a Viena y abrió una tienda de delicatessen con una tienda de vinos en Weihburggasse 4, y el “pastel de chocolate Franz Sacher” resultó ser un éxito de ventas. Johann Gundel (1844-1915), fundador del restaurante Gundel en Budapest, hizo su primer entrenamiento con Franz Sacher durante este tiempo. Desde el 1 de diciembre de 1865, Sacher también dirigió el Grand Hôtel de l’Europe en Leopoldstädter Asperngasse 2 (hoy: Aspernbrückengasse), que abandonó en 1871.
Franz Sacher se instaló en Weikersdorf cerca de Baden cerca de Viena en 1881, donde vivió hasta su muerte el 11 de marzo de 1907 en la villa que ya no existe de Schloßgasse 10 (ahora: ON 23). En su casa, a dos minutos a pie del castillo de Weikersdorf y a trece del castillo de Weilburg, Sacher cocinaba una y otra vez para miembros de la alta aristocracia residente y o local activa. 
Unos cinco años antes de su muerte y muy viejo, el apasionado cazador sufrió un grave accidente de caza (una colisión) en Estiria, pero pudo recuperarse por completo. Sacher solo pasó el último año de su vida enfermo,  apoyado por la ayuda de su ama de llaves, la señorita Rosa . 
Franz Sacher (que hizo testamento el 24 de diciembre de 1902) fue enterrado en la tumba familiar en el Helenenfriedhof en Weikersdorf.

## Descendencia
Franz Sacher y su esposa Rosa Wieninger tuvieron tres hijos:
- Franz (fallecido en 1889, con 48/49 años), se hizo cargo del negocio de su padre en Weihburggasse a mediados de la década de 1860, más tarde fue restaurador y hotelero en Bucarest, luego director del casino marino en Pola; después de la pérdida de su fortuna, regresó enfermo a casa, en Baden cerca de Viena donde pronto murió y fue enterrado en el cementerio de Santa Elena; su hermano Carl Sacher se convirtió en tutor de sus hijos menores de edad, Franz, Johann y Adrienne; la viuda, Adrienne, reabrió un restaurante en 1894 como inquilina en el teleférico Feste Hohen-Salzburgo.
- Eduard (1843-1892), que trabajó para la confitería Demel, completó la Sachertorte y fundó el afamado Hotel Sacher en Viena en 1876.
- Carl (1849–1929), que fundó el Sacher's Hotel & Curanstalt en Helenental en 1881. En este hotel, que aún hoy es frecuentado, muchas personalidades importantes acudían como comensales al restaurante, incluida la emperatriz Isabel.

## Honores
- Orden imperial de Francisco José
- Google mostró el 19 de diciembre de 2016 en la DA-CH el doodle por el 200 cumpleaños de Franz Sacher una animación con la O convertida en una mesa de café. Había cuatro trozos de bizcocho en los platos, que desaparecen a excepción de algunas migas.[6]